# Zepp
Gli Zepp sono delle sale da concerto giapponesi facenti parte di una catena distribuita su tutto il territorio della nazione fondata nel 1997.
La società che gestisce gli Zepp, la Hall Network Inc., è una sussidiaria della Sony Music Entertainment Japan, ma gli artisti che vengono ospitati nelle varie sedi provengono indistintamente anche da altre case discografiche. Nonostante la capienza dei singoli locali non sia molto alta (compresa fra i 1500 ed i 2700 posti), gli Zepp sono spesso scelti da artisti nazionali ed internazionali come sedi per i loro tour data la notorietà che essi hanno conquistato in Giappone, ed ognuna delle sei sale di cui si compone la catena presenta generalmente un tabellone che va dai 5 ai 20 concerti al mese. Lo sponsor principale degli Zepp è l'azienda produttrice di birra Asahi.

## Le sedi

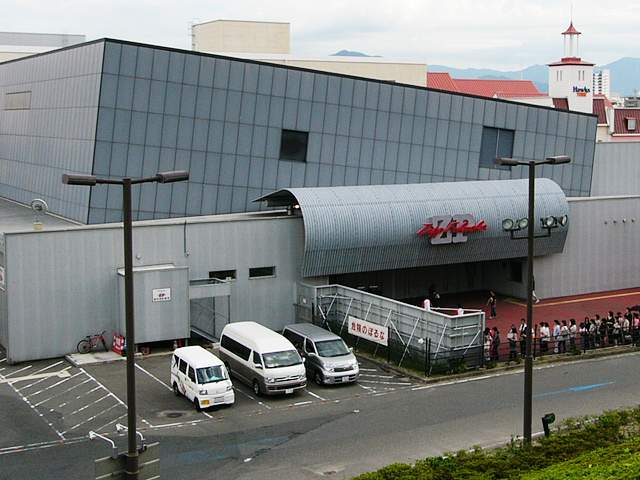
L'esterno dello Zepp di Fukuoka.

Ognuno dei sei locali di cui si compone la catena si chiama con il nome "Zepp" seguito dalla località in cui si trova (per esempio lo Zepp di Osaka si chiamerà Zepp Osaka). Essi sono, da nord a sud:
| Numero | Posizione geografica | Nome         | Data d'apertura | Capienza     |
| ------ | -------------------- | ------------ | --------------- | ------------ |
| 1      | 1 (Hokkaidō)         | Zepp Sapporo | 1998/04         | 2009 persone |
| 2      | 5 (Honshū)           | Zepp Osaka   | 1998/11         | 2180 persone |
| 3      | 3 (Honshū)           | Zepp Tokyo   | 1999/03         | 2709 persone |
| 4      | 6 (Kyūshū)           | Zepp Fukuoka | 1999/06         | 2001 persone |
| 5      | 2 (Honshū)           | Zepp Sendai  | 2000/08         | 1567 persone |
| 6      | 4 (Honshū)           | Zepp Nagoya  | 2005/03         | 1792 persone |
| 7      | 4 (Honshū)           | Zepp 24K     | 2014/15         | 2899 persone |
| 8      | 4 (Honshū)           | Zepp 2016    | 2016            | 6098 persone |